# Canton d'Olivet
Le canton d'Olivet est une division administrative française, située dans le département du Loiret en région Centre-Val de Loire.
Le canton est créé sous la Révolution française en 1790, il porte à l'origine le nom de canton de Saint-Martin-d'Olivet et comporte cinq communes. Il est maintenu à la suite du redécoupage de 1801 sous le Consulat, deux communes lui sont ajoutées.
Le canton est absorbé par le canton d'Orléans-Sud en 1806 sous le Premier Empire puis reformé en 1973 sous la Cinquième République.
En 1982, le nombre de communes composant le canton passe de 6 à 3.
À la suite du redécoupage cantonal de 2014, le canton est maintenu et son nombre de communes reste inchangé.

## Histoire
Le canton est créé le 10 février 1790 sous la Révolution française. Il est alors inclus dans le district d'Orléans.
À la création des arrondissements, le canton d'Olivet est rattaché à l'arrondissement d'Orléans.
Sous le Premier Empire, selon le décret impérial du 21 août 1806 intitulé « décret contenant rectification de plusieurs Cantons dont sont composés les Justices de paix du département du Loiret », la ville d'Orléans est redécoupée (deux cantons supplémentaires). Le canton d'Orléans-3e ou canton d'Orléans-Sud est alors créé ; il intègre le Sud de la ville d'Orléans et absorbe le canton d'Olivet qui se voit supprimé.
Avec le décret du 23 juillet 1973 sous la Cinquième République et la présidence de Georges Pompidou, le canton d'Orléans-Sud est divisé en deux cantons ; les cantons d'Orléans-Saint-Marceau - La Source (ou Orléans-V) et d'Olivet sont créés.
Avec le décret du 25 janvier 1982 sous la Cinquième République et la présidence de François Mitterrand, le canton d'Olivet est scindé en deux afin de former le canton de Saint-Jean-le-Blanc formé des communes de Saint-Cyr-en-Val, Saint-Denis-en-Val et Saint-Jean-le-Blanc.
| Nom                        | Année d'intégration | Canton précédent                  | Année de sortie | Canton suivant                                            |
| -------------------------- | ------------------- | --------------------------------- | --------------- | --------------------------------------------------------- |
| Olivet                     | 1790, 1973          | -, Orléans-Sud                    | 1806            | Orléans-Sud                                               |
| Saint-Cyr-en-Val           | 1801, 1973          | La Ferté-Saint-Aubin, Orléans-Sud | 1806, 1982      | Orléans-Sud, Saint-Jean-le-Blanc                          |
| Saint-Denis-en-Val         | 1790, 1973          | -, Orléans-Sud                    | 1806, 1982      | Orléans-Sud, Saint-Jean-le-Blanc                          |
| Saint-Hilaire-Saint-Mesmin | 1790, 1973          | -, Orléans-Sud                    | 1806            | Orléans-Sud                                               |
| Saint-Jean-le-Blanc        | 1801, 1973          | Orléans, Orléans-Sud              | 1806, 1982      | Orléans-Sud, Saint-Jean-le-Blanc                          |
| Saint-Nicolas-Saint-Mesmin | 1790                | -                                 | 1806            | Orléans-Sud, absorbé par Saint-Pryvé-Saint-Mesmin en 1824 |
| Saint-Pryvé-Saint-Mesmin   | 1790, 1973          | -, Orléans-Sud                    | 1806            | Orléans-Sud                                               |

Un nouveau découpage territorial entre en vigueur en mars 2015, défini par le décret du 25 février 2014, en application des lois du 17 mai 2013 (loi organique 2013-402 et loi 2013-403). Les conseillers départementaux sont, à compter de ces élections, élus au scrutin majoritaire binominal mixte. Les électeurs de chaque canton élisent au Conseil départemental, nouvelle appellation du Conseil général, deux membres de sexe différent, qui se présentent en binôme de candidats. Les conseillers départementaux sont élus pour 6 ans au scrutin binominal majoritaire à deux tours, l'accès au second tour nécessitant 12,5 % des inscrits au 1er tour. En outre la totalité des conseillers départementaux est renouvelée. Ce nouveau mode de scrutin nécessite un redécoupage des cantons dont le nombre est divisé par deux avec arrondi à l'unité impaire supérieure. Dans le Loiret, le nombre de cantons passe ainsi de 41 à 21. Le canton d'Olivet est maintenu et conserve le même nombre de communes.

## Représentation

### Représentation avant 2015
| Période                                  | Période | Identité            | Étiquette | Qualité                                                                           |
| ---------------------------------------- | ------- | ------------------- | --------- | --------------------------------------------------------------------------------- |
| 1973                                     | 1976    | M. Brossard         | DVD       | Ancien conseiller général du Canton d'Orléans-Sud (1970-1973)                     |
| 1976                                     | 1982    | Christiane Sarrailh | PS        | Suppléante du député Jean-Pierre Sueur (1981-1986)                                |
| 1982                                     | 2001    | Maurice Clément     | UDF       | Chef d'entreprise Adjoint au maire d'Olivet                                       |
| 2001                                     | 2008    | Yves Clément        | UDF       | Chef d'entreprise Adjoint au maire d'Olivet                                       |
| 2008                                     | 2015    | Hugues Saury        | UMP       | Pharmacien Maire d'Olivet (2001-2015) Vice-président du conseil général du Loiret |
| Les données manquantes sont à compléter. |         |                     |           |                                                                                   |

#### Résultats électoraux détaillés
- Élections cantonales de 2001 : Yves Clément (UDF) est élu au 2e tour avec 57,16 % des suffrages exprimés, devant Jean-Philippe Grand (VEC) (42,84 %). Le taux de participation est de 50,64 % (9 026 votants sur 17 825 inscrits)[15].
- Élections cantonales de 2008 : Hugues Saury   (UMP) est élu au 2e tour avec 44,37 % des suffrages exprimés, devant Pascale  Adam  (VEC) (30,79 %) et Yves  Clément  (UDFD) (24,85 %). Le taux de participation est de 54,46 % (10 573 votants sur 19 415 inscrits)[16].

### Représentation depuis 2015
| Période élective | Période élective | Mandat | Mandat   | Identité        | Nuance | Nuance | Qualité |
| ---------------- | ---------------- | ------ | -------- | --------------- | ------ | ------ | --- |
| 2015             | 2021             | 2015   | 2021     | Isabelle Lanson |        | DVD    | Responsable administrative Adjointe au maire de Saint-Hilaire-Saint-Mesmin                                                         |
| 2015             | 2021             | 2015   | 2021     | Hugues Saury    |        | LR     | Pharmacien Président du conseil départemental du Loiret (2015-2017) Maire d'Olivet (2001-2015) Sénateur (apparenté LR) depuis 2017 |
| 2021             | 2028             | 2021   | en cours | Isabelle Lanson |        | DVD    | Conseillère sortante |
| 2021             | 2028             | 2021   | en cours | Hugues Saury    |        | LR     | Conseiller sortant |

### Résultats détaillés

#### Élections de mars 2015
Lors des élections départementales de 2015, le binôme composé de Isabelle Lanson et Hugues Saury (Union de la Droite) est élu au premier tour avec 52,42 % des suffrages exprimés, devant le binôme composé de Eric Botton et Nathalie Willano (PS) (22,41 %). Le taux de participation est de 51,58 % (10 731 votants sur 20 805 inscrits) contre 49,98 % au niveau départemental et 50,17 % au niveau national.

#### Élections de juin 2021
Le premier tour des élections départementales de 2021 est marqué par un très faible taux de participation (33,26 % au niveau national). Dans le canton d'Olivet, ce taux de participation est de 35,2 % (7 279 votants sur 20 680 inscrits) contre 32,6 % au niveau départemental. À l'issue de ce premier tour, deux binômes sont en ballottage : Isabelle Lanson et Hugues Saury (LR, 63,31 %) et Michèle Dubois et Djham Makhlouf (Union à gauche, 24,77 %).
Le second tour des élections est marqué une nouvelle fois par une abstention massive équivalente au premier tour. Les taux de participation sont de 34,36 % au niveau national, 32,79 % dans le département et 36,26 % dans le canton d'Olivet. Isabelle Lanson et Hugues Saury (LR) sont élus avec 73,28 % des suffrages exprimés (5 209 voix pour 7 500 votants et 20 685 inscrits),,.

## Composition

### Composition de 1973 à 1982
Le canton était composé de six communes :
- Olivet
- Saint-Cyr-en-Val
- Saint-Denis-en-Val
- Saint-Hilaire-Saint-Mesmin
- Saint-Jean-le-Blanc
- Saint-Pryvé-Saint-Mesmin

### Composition depuis 1982

Situation du canton d'Olivet dans le département du Loiret avant 2015.

À la suite du redécoupage cantonal de 2014, la composition du canton reste identique.
Le canton d'Olivet, d'une superficie de 46,38 km2, est composé de trois communes entières,.
| Nom                            | Code Insee | Intercommunalité  | Superficie (km2) | Population (dernière pop. légale) | Densité (hab./km2) | Modifier                                    |
| ------------------------------ | ---------- | ----------------- | ---------------- | --------------------------------- | ------------------ | ------------------------------------------- |
| Olivet (bureau centralisateur) | 45232      | Orléans Métropole | 23,39            | 22 988 (2022)                     | 983                | modifier les données · modifier les données |
| Saint-Hilaire-Saint-Mesmin     | 45282      | Orléans Métropole | 14,12            | 3 156 (2022)                      | 224                | modifier les données · modifier les données |
| Saint-Pryvé-Saint-Mesmin       | 45298      | Orléans Métropole | 8,87             | 6 200 (2022)                      | 699                | modifier les données · modifier les données |
| Canton d'Olivet                | 4512       |                   | 46,38            | 32 344 (2022)                     | 697                | modifier les données                        |

## Démographie

### Démographie avant 2015
En 2012, le canton comptait 27 928 habitants.
| 1962   | 1968   | 1975   | 1982   | 1990   | 1999   | 2006   | 2011   | 2012   |
| ------ | ------ | ------ | ------ | ------ | ------ | ------ | ------ | ------ |
| 10 809 | 11 651 | 16 274 | 18 554 | 25 060 | 27 157 | 28 989 | 27 565 | 27 928 |

### Démographie depuis 2015
En 2022, le canton comptait 32 344 habitants, en évolution de +7,05 % par rapport à 2016 (Loiret : +1,89 %, France hors Mayotte : +2,11 %).
| 2013   | 2018   | 2022   |
| ------ | ------ | ------ |
| 28 684 | 31 163 | 32 344 |